# Okręg Louhans
Okręg Louhans (fr. Arrondissement de Louhans) – okręg we wschodniej Francji. Populacja wynosi 48 500.

## Podział administracyjny
W skład okręgu wchodzą następujące kantony:
- Beaurepaire-en-Bresse,
- Cuiseaux,
- Cuisery,
- Louhans,
- Montpont-en-Bresse,
- Montret,
- Pierre-de-Bresse,
- Saint-Germain-du-Bois.